# ب‌ام‌و ایکس۷
ب‌ام‌و ایکس۷ (به انگلیسی: BMW X7) یک وسیله نقلیه اسپرت پیشرفته است که توسط شرکت آلمانی ب‌ام‌و در مارس ۲۰۱۴ برای نخستین بار رونمایی شد. ایکس۷ اساساً نمونهٔ اس‌یووی ب‌ام‌و سری ۷ است که در برابر خودروهای مرسدس-بنز کلاس-جی‌ال و آئودی کیو۸ قرار دارد. همچنین با رنج‌روور، کادیلاک اسکالید، لکسوس ال‌ایکس و لینکلن ناویگیتور رقابت می‌کند.
نسل اول ب‌ام‌و ایکس۷ با کد ب‌ام‌و جی۰۷ (به انگلیسی: BMW G07) در ۱۷ اکتبر ۲۰۱۸ رونمایی شد و در مارس ۲۰۱۹ نیز به بازار عرضه شد.
در ۵ ژوئیه ۲۰۱۹، ب‌ام‌و از یک وانت مفهومی براساس ایکس۷ رونمایی کرد که فعلاً برنامه‌ای برای تولید انبوه آن ندارد. امکانات آن شامل: ماساژور جلو، گرمکن و سردکن ردیف اول و دوم، تهویه مطبوع، استارت دکمه ای و ورود بدون کلید ، مانیتور ردیف عقب، مانیتور یکپارچه( ۲۰۲۳ تا ۲۰۲۵) ، صندلی سوم برقی ، خروجی ۱۲ ولت، کروز کنترل تطبیقی و ...

## رونمایی و توسعه
ب‌ام‌و مدل مفهومی ایکس۷ با نام ایکس۷ آی پرفورمنس در نمایشگاه بین‌المللی خودروی فرانکفورت در سال ۲۰۱۷ ارائه داد.
ب‌ام‌و ایکس۷ بر مبنای پلت‌فرم خودروی ب‌ام‌و ایکس۵ جی۰۵، دیگر شاسی بلند خودروساز آلمانی ب‌ام‌و ساخته شده‌است؛ اما برخلاف ایکس۵ هیچ نسخهٔ محور عقبی ندارد و تمام مدل‌ها دارای ایکس‌درایو (تمام چرخ متحرک) هستند. در بازار اروپا این خودرو با موتورهای بنزینی و دیزلی عرضه می‌شود، اما در بازار ایالات متحده تنها موتورهای آی۶ و وی۸ بنزینی در دسترس هستند.
جی۰۷ دارای یک سیستم تعلیق هوا Self-leveling است و تعلیق جلوی آن به صورت دوجناقی است و تعلیق عقب آن نیز از نوع مولتی-لینک است. ارتفاع ایکس۷ را می‌توان تا ۴۰ میلیمتر (۱٫۶ اینچ) افزایش یا کاهش داد و به‌طور خودکار در سرعت ۱۳۸ کیلومتر بر ساعت (۸۶ مایل بر ساعت), ۲۰ میلیمتر (۰٫۸ اینچ) کاهش می‌یابد. ظرفیت صندوق عقب آن در حالت عادی ۳۲۶ لیتر (۱۱٫۵ فوت مکعب)، و در صورت خواباندن صندلی‌های عقب به ۲٬۱۲۰ لیتر (۷۵ فوت مکعب) می‌رسد.
تمامی نسخه‌های ایکس۷ از نظر استاندارد آلایندگی هوا، دارای استاندارد یورو ۶ هستند.
نسخه xDrive50i ایکس۷ در اروپا عرضه نمی‌گردد؛ اما ساکنان این قاره می‌توانند از مدل M50i استفاده کنند.

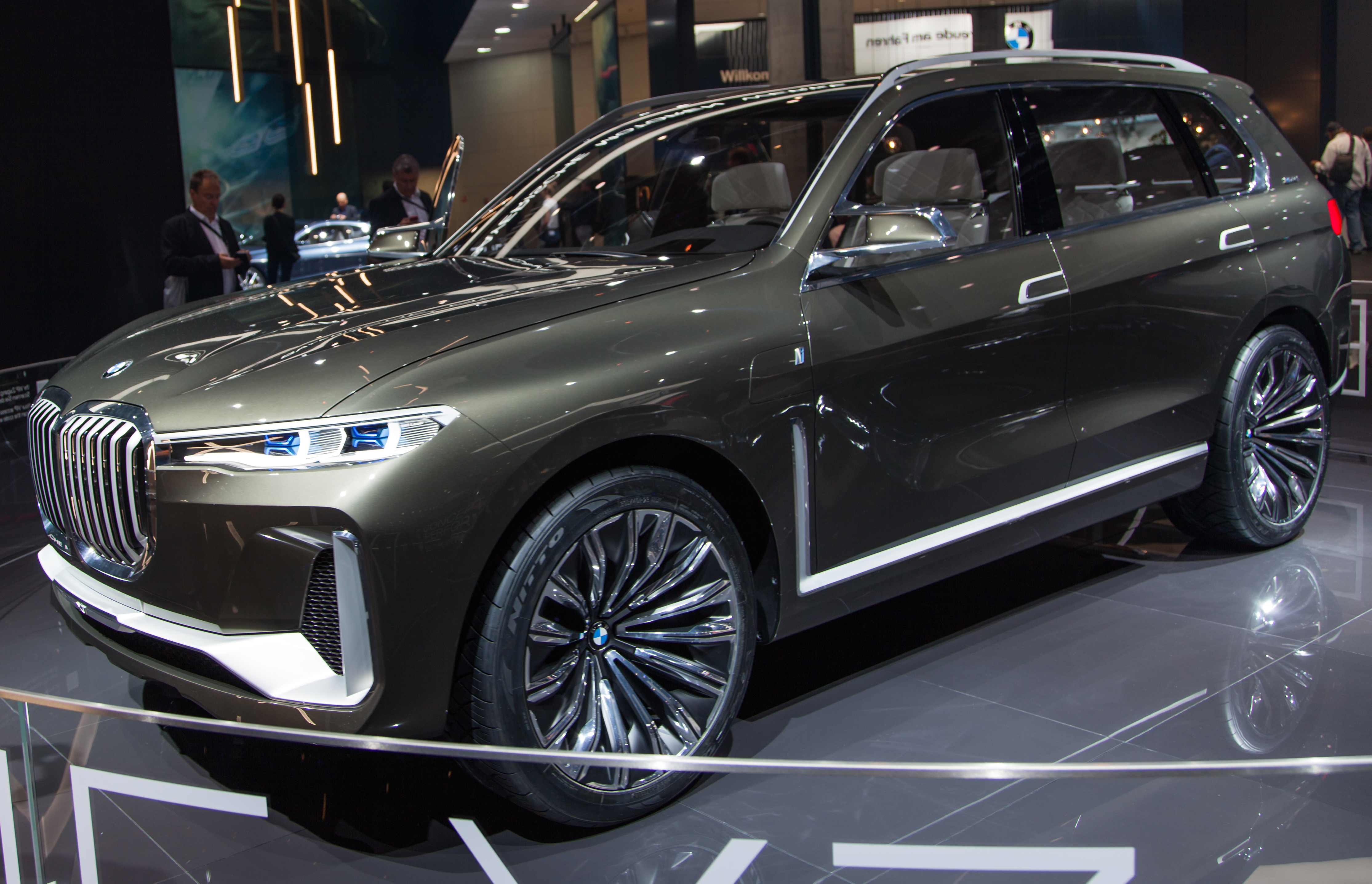
نمای جلوی ب‌ام‌و ایکس۷ آی پرفورمنس کانسپت
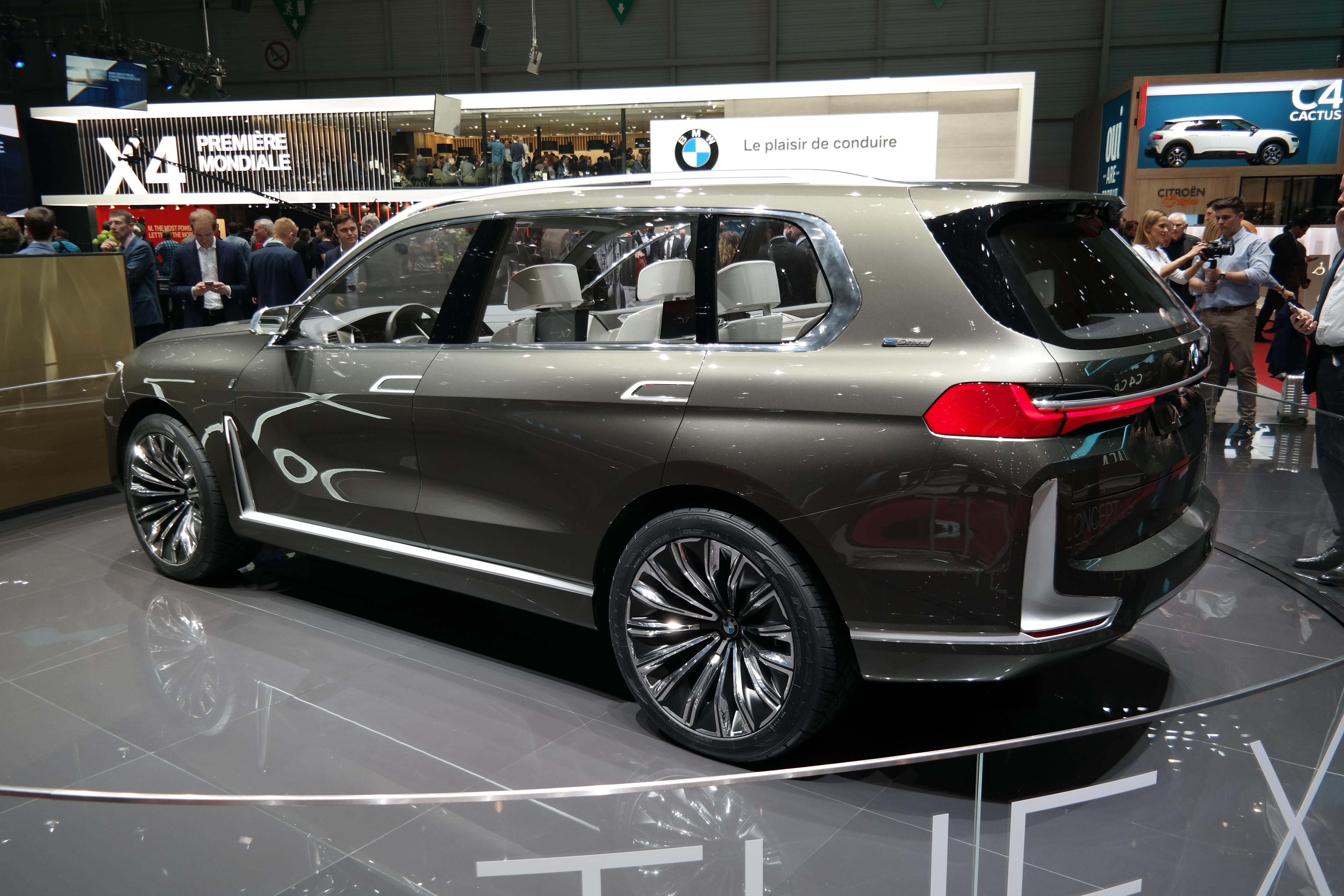
نمای عقب ب‌ام‌و ایکس۷ آی پرفورمنس کانسپت
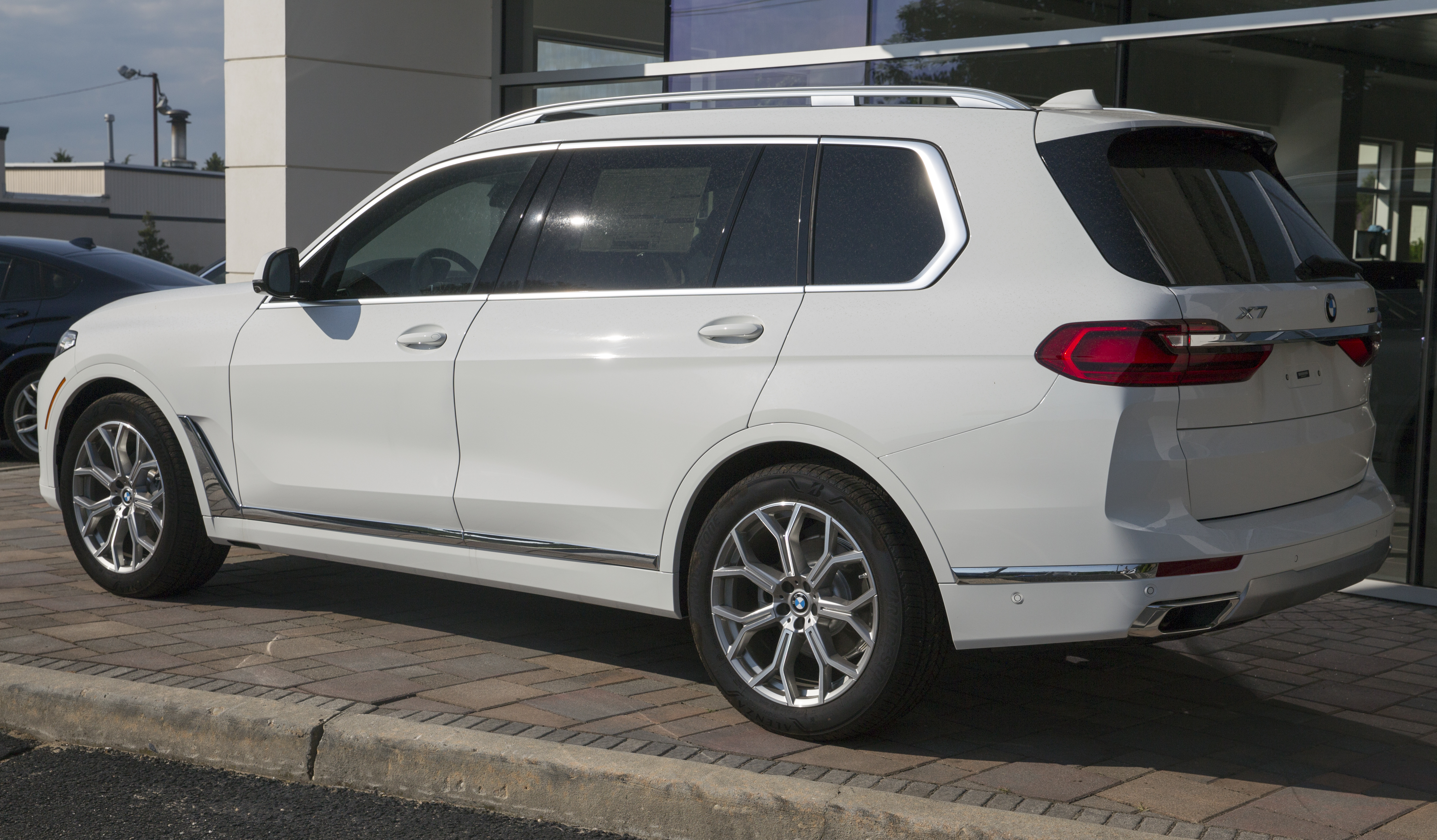
نمای عقب ب‌ام‌و ایکس۷
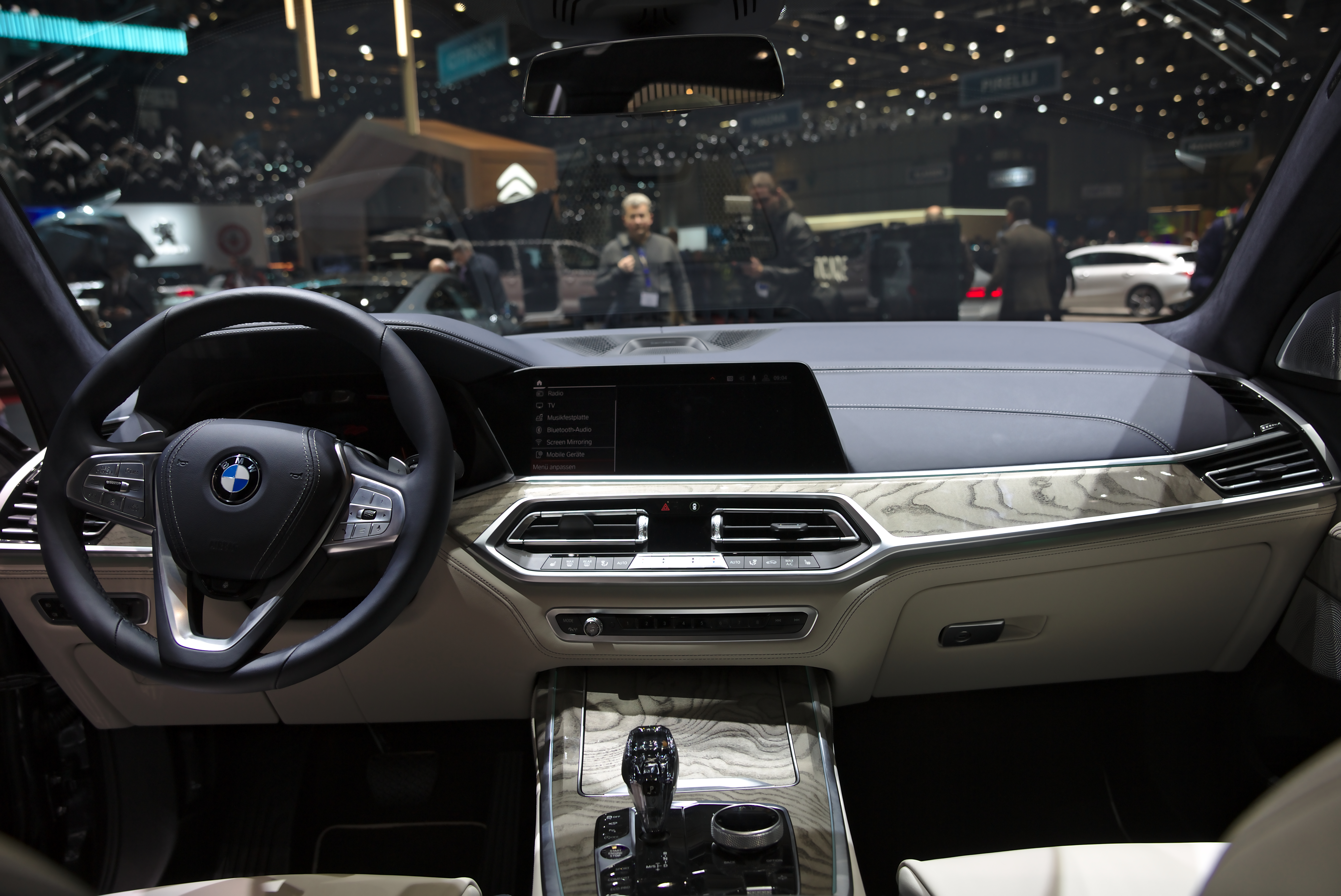
نمای داخلی ب‌ام‌و ایکس۷

## مدل‌ها

### با موتور بنزینی
| مدل          | سال   | موتور                              | قدرت                                                                      | گشتاور                                                   | شتاب      |
| ------------ | ----- | ---------------------------------- | ------------------------------------------------------------------------- | -------------------------------------------------------- | --------- |
| X7 xDrive40i | ۲۰۱۸– | B58B30M0 ۳٫۰ لیتری آی۶ توربو       | ۲۵۰ کیلووات (۳۳۵ اسب بخار؛ ۳۴۰ اسب بخار متری) در ۵٬۵۰۰–۶٬۵۰۰ دور در دقیقه | ۴۵۰ نیوتن متر (۳۳۲ پوند-فوت) در ۱٬۵۰۰–۵٬۲۰۰ دور در دقیقه | ۶٫۱ ثانیه |
| X7 xDrive50i | ۲۰۱۸– | N63B44M3 ۴٫۴ لیتری وی۸ توئین توربو | ۳۴۰ کیلووات (۴۵۶ اسب بخار؛ ۴۶۲ اسب بخار متری) در ۵٬۲۵۰–۶٬۰۰۰ دور در دقیقه | ۶۵۰ نیوتن متر (۴۷۹ پوند-فوت) در ۱٬۵۰۰–۴٬۷۵۰ دور در دقیقه | ۵٫۴ ثانیه |

### با موتور دیزلی
| مدل          | سال   | موتور                            | قدرت                                                                | گشتاور                                                   | شتاب      |
| ------------ | ----- | -------------------------------- | ------------------------------------------------------------------- | -------------------------------------------------------- | --------- |
| X7 xDrive30d | ۲۰۱۸– | B57D30 ۳٫۰ لیتری آی۶ توربو       | ۱۹۵ کیلووات (۲۶۱ اسب بخار؛ ۲۶۵ اسب بخار متری) در ۴٬۰۰۰ دور در دقیقه | ۶۲۰ نیوتن متر (۴۵۷ پوند-فوت) در ۲٬۰۰۰–۲٬۵۰۰ دور در دقیقه | ۷٫۰ ثانیه |
| X7 M50d      | ۲۰۱۸– | B57D30C ۳٫۰ لیتری آی۶ چهار توربو | ۲۹۴ کیلووات (۳۹۴ اسب بخار؛ ۴۰۰ اسب بخار متری) در ۴٬۴۰۰ دور در دقیقه | ۷۶۰ نیوتن متر (۵۶۱ پوند-فوت) در ۲٬۰۰۰–۳٬۰۰۰ دور در دقیقه | ۵٫۴ ثانیه |